# Karg (Band)
Karg wurde als Soloprojekt des Sängers Michael Kogler von Harakiri for the Sky im Jahr 2006 in St. Johann im Pongau in Österreich begonnen. Die Band ist dem Post-Black-Metal zuzuordnen.

## Geschichte
Karg wurde im Sommer als Soloprojekt von Michael Kogler alias V. Wahntraum gegründet. Als Ein-Mann-Band entstand auch das Debütalbum Von den Winden der Sehnsucht, das am 1. Mai 2008 in Eigenregie veröffentlicht wurde. Zwei Jahre darauf erschien am 15. November 2010 der Nachfolger Von den Winden der Sehnsucht #2 sowie die Split-EP Traumruinen mit der deutschen Depressive-Black-Metal-Band Andrarakh.
Beide Alben sind musikalisch im Wesentlichen dem Ambient-Black-Metal zuzuordnen. Als große Einflüsse bezeichnete Kogler damals Lifelover, Forgotten Woods, Sargeist oder Horna, aber auch Post-Rock-Bands wie This Will Destroy You und Explosions in the Sky.

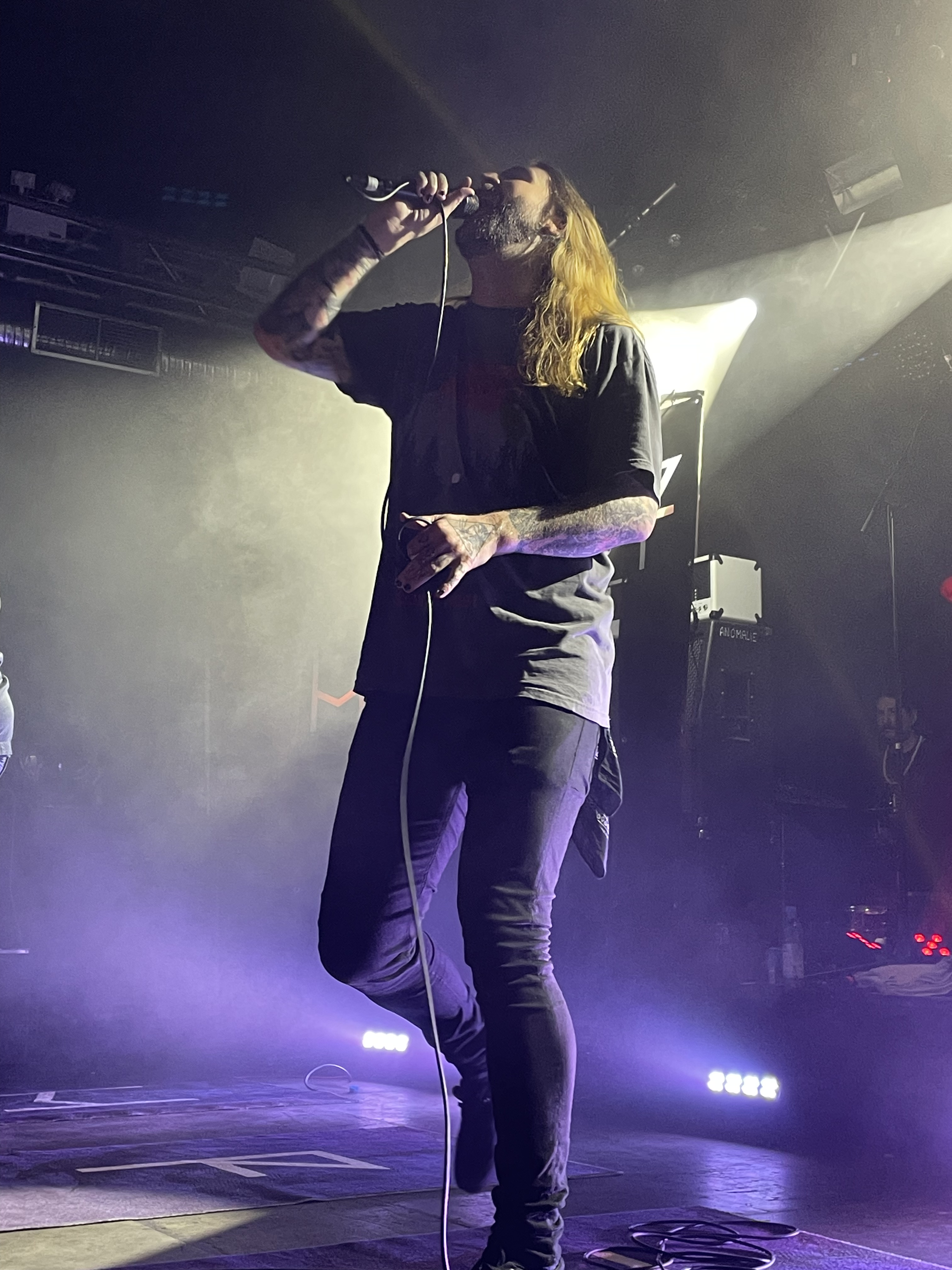
Michael Kogler (2025)

Zum Jahresende 2011 gründete Kogler Harakiri for the Sky, wo er als „J.J.“ auftritt. Seit dieser Zeit laufen beide Bands parallel nebeneinander, dennoch produzierte er auch weiterhin neue EPs und im Zweijahresrhythmus neue Alben für sein Projekt Karg. Am 3. Juni 2012 wurde das dritte Album Apathie bei Obscure Abhorrence Productions veröffentlicht. Ein knappes Jahr später folgte die Split-EP Trümmermensch mit der österreichischen Black-Metal-Band Schattenlicht und am 29. Juni 2014 erschien auch schon das vierte Studioalbum Malstrom beim selben Label.
In den Jahren 2010 bis 2014 spielte die Band mit wechselnden Session-Musikern auch live. Dann wurden die Liveauftritte zurückgefahren und das Projekt war nur noch gelegentlich auf Konzerten zu sehen.
Am 11. November 2016 wurde das mittlerweile fünfte Studioalbum Weltenasche bei AOP Records veröffentlicht. Fast genau zwei Jahre darauf erschien dort auch das sechste Album Dornenvögel am 16. November 2018. Zu den Single-Auskopplungen von Heimat bist Du tiefster Winter und La tristesse durera toujours aus dem Album wurden erstmals auch offizielle Musikvideos veröffentlicht. Auf dem Album wirken bekannte Gastsänger wie Dominik von Downfall of Gaia, Lukas von Ellende, Whyrhd von Lunar Aurora und Tom von ANCST mit.
Am 7. Februar 2020 erschien schließlich das siebte Studioalbum Traktat erneut bei AOP Records und erreichte mit Platz 34 erstmals die deutschen Albumcharts. Zu den Single-Auskopplungen von Alaska und Tod, Wo Bleibt Dein Frieden? aus dem Album wurden zusätzlich offizielle Musikvideos veröffentlicht. Mit diesem Album schließt Kogler einen Albenzyklus, der aus Weltenasche, Dornenvögel und Traktat besteht und somit eine zusammenhängende Trilogie bildet. Noch im selben Jahr wurde die EP Resilienz am 11. September 2020 ebenfalls bei AOP veröffentlicht.
Am 25. November 2022 erschien das achte Studioalbum Resignation bei AOP Records und erreichte den 82. Platz der deutschen Albumcharts. Als erster Song des Albums wurde Grab der Wellen veröffentlicht. Als Gastmusiker sind P.G. von Groza und Klara von Firtan bei dem Track zu hören. Zudem erschien ein Musikvideo zum Titel EBBE//FLUT bei dem die schweizerische Band E-L-R als Gastmusiker mitwirken.
Das neunte Studioalbum Marodeur wurde am 18. April 2025 ebenfalls über AOP Records veröffentlicht und weist eine Besonderheit auf. Es wurde erstmals von Karg als vollständiger Band und nicht als Soloprojekt geschrieben. Zudem gibt es Gastbeiträge der Bands Firtan, Svntarer und Perchta. Zu den Single-Veröffentlichungen der Albumtracks Kimm und Yūgen wurden zusätzlich Musikvideos veröffentlicht. Das neue Album wurde im Anschluss auf einer Europa-Tournee mit Harakiri for the Sky und der schweizerischen Band E-L-R vorgestellt.

## Stil
Musikalische Basis aller Musik von Karg ist Black Metal, wo Koglers eigentliche Wurzeln liegen. Die früheren Alben waren wesentlich vom Ambient-Black-Metal und Bands wie Nocte Obducta, Dornenreich und Neofolk-Bands wie :Of the Wand & the Moon: geprägt. Mit der Zeit kamen Einflüsse aus dem Post-Rock und dem Post-Hardcore hinzu. Die Texte, die vor allem persönliche und biografische Themen aufgreifen, werden auf Hochdeutsch und ab dem Album Weltenasche auch auf Mittelbairisch (Pongauer Mundart) verfasst.

## Diskografie
Alben: 
- 2008: Von den Winden der Sehnsucht (Album, CD, Seelengreif Klangwelten; MC, Karge Welten Kunstverlag; 2x12"-Vinyl, AOP Records)
- 2010: Von den Winden der Sehnsucht #2 (Album, CD, Karge Welten Kunstverlag)
- 2012: Apathie (Album, CD/LP, Obscure Abhorrence Productions)
- 2014: Malstrom (Album, CD/LP, Obscure Abhorrence Productions)
- 2016: Weltenasche (Album, CD/2xLP/2x12"-Vinyl, AOP Records)
- 2018: Dornenvögel (Album, CD/2xLP, AOP Records; MC, Depths of Void)
- 2020: Traktat (Album, CD/2xCD/2xLP, AOP Records)
- 2022: Resignation (Album, CD, AOP Records)
- 2025: Marodeur (Album, CD, AOP Records)

 EPs: 
- 2010: Traumruinen (Split-EP mit Andrarakh, CD, Kunsthauch)
- 2011: Scherben (EP, CD, Self Mutilation Services)
- 2012: Zu Asche (EP, MC, Cokra Productions)
- 2013: Trümmermensch (Split-EP mit Schattenlicht, CD, Seelengreif Klangwelten)
- 2018: Karg Unplugged (EP, CD, Eigenproduktion)
- 2020: Resilienz (EP, CD, AOP Records)

 Singles: 
- 2011: Gedankensplitter (Single, 7"-Vinyl, Seelengreif Klangwelten)
- 2021: Einen Traum weiter dort fangen wir das Licht (Single, 7″-Vinyl, AOP Records)

Beiträge auf Kompilationen (Auswahl):
- 2010: Heimatlos auf Suicidal Depression (MC, Rotting Grave)
- 2015: Dekarnation auf Ritual Vol. 2 (FLAC, The Death of a Modernist)
- 2015: Asternregen auf Resistance: Anti-NSBM Volume 2 (MP3, The Dark Skies Above Us Collective)
- 2024: Durch Midwinters Tore - ...und welk ward die Blüte die ich umgarnte auf Neue Deutsche Folksmusik - Vol. III (FLAC/MP3, House of Inkantation)

 Musikvideos: 
- 2018: Heimat bist du tiefster Winter (Regie/Produktion: Andreas J. Borsodi)[5]
- 2018: La tristesse durera toujours (Regie/Produktion: Johannes Staudenbauer / Leafhouse Collective)[6]
- 2019: Alaska (Regie/Produktion: David Muñoz Pérez)[8]
- 2020: Tod, wo bleibt dein Frieden? (Regie/Produktion: Oliver König, Michael Winiecki)[9]
- 2022: EBBE//FLUT feat. E-L-R (Regie/Produktion: Oliver König)[12]
- 2025: Kimm (Regie/Produktion: David Muñoz Pérez)[14]
- 2025: Yūgen (Regie/Produktion: Oliver König)[15]

## Rezeption
Das Musikmagazin Rock Hard schreibt über Dornenvögel, dass das bereits sechste Album des Projekts nicht nur wegen der vielen Gastsänger überzeugt, die praktisch das „Who´s who“ des Post-Black-Metal im deutschsprachigen Raum verkörpern. Der Multi-Instrumentalist klappert alle Genre-Konventionen ab, mit verzweifeltem Halbgeschrei und flirrenden, oft unverzerrten Gitarren und bewahrt sich trotzdem eine gewisse Frische.
Über das neunte Studioalbum Marodeur schreibt der Metal Hammer:

„Karg treiben diese über die Jahre gewachsene österreichische Ästhetik des atmosphärischen Post Black Metal auf die Spitze.“

Über das achte Studioalbum Resignation schreibt Rock Hard:
„Erfreulicherweise wirkt sich die hohe Schlagzahl der Veröffentlichungen nicht auf die Qualität aus [...] Atmosphärischer Black Metal mischt sich mit Postrock und der übergeschnappten Verzweiflungsstimme des Meisters. Nicht alle Parts der überlangen Songs sind dabei Volltreffer, viele aber schon.“